# Haplochromis obtusidens
Haplochromis obtusidens — вид риб родини цихлові.
Раніше належав до роду Gaurochromis, що складався лише з 1 виду Gaurochromis obtusidens (Trewavas 1928).